# Nanictops
Nanictops es un género extinto de terápsidos terocéfalos carnívoros.